# 揚-英沃·卡爾森-布拉克
揚-英沃·卡爾森-布拉克（Jan-Ingwer Callsen-Bracker）是德國的一位職業足球運動員。在場上司職後衛。他現在效力于德甲球隊奧格斯堡足球俱樂部。他也曾代表德國U21國家的參加比賽。